# Via Lliure
La Via Lliure, o Via Lliure a la República Catalana, va ser una concentració multitudinària que va omplir un tram de 5,2 quilòmetres de l'avinguda de la Meridiana de Barcelona per l'Onze de setembre de 2015 amb l'objectiu de reivindicar la independència de Catalunya. Va ser organitzada per la plataforma Ara és l'hora.
La concentració també va servir per a reivindicar els deu eixos bàsics d'una futura República Catalana: la justícia social i el benestar social, la democràcia, la diversitat, la solidaritat, la igualtat, l'equilibri territorial, la sostenibilitat, la innovació, la cultura i l'educació i l'obertura al món.
L'organització va convidar una trentena de personalitats internacionals, entre les quals hi havia: Susan George, Kai-Olaf Lang, Irvine Welsh, Michael Keating, Michel Seymour, Bardo Fassbender, David Farell, Rogers Brubaker, Sebastian Balfour o Ben Page.
La Via Lliure va tenir diverses rèpliques realitzades per la diàspora catalana durant els dies previs en diverses ciutats d'arreu del món: Amsterdam, Bangkok, Berlín, Berna, Brussel·les, Buenos Aires, Canberra, Dubai, Londres, Mèxic, Mont-real, Nova York, París, Santiago de Xile, entre d'altres.

## Història

### Anys anteriors
Històricament la Diada Nacional de Catalunya ha servit al col·lectiu independentista per a reclamar la llibertat del territori català. El 2012, amb la Manifestació «Catalunya, nou estat d'Europa», es va massificar l'acte per primera vegada, amb una participació entre 600.000 i 1.500.000 persones reclamant la independència. L'any següent es va organitzar la Via Catalana, que emulava la Via Bàltica realitzada el 1989 per a demanar la independència dels Països Bàltics. Un any després, el 2014, es va organitzar una gran manifestació a Barcelona, coneguda amb el nom de Via Catalana 2014, on més d'un milió i mig de persones es van congregar a l'avinguda de la Diagonal i a la Gran Via de les Corts Catalanes formant una V per demanar la independència de Catalunya.

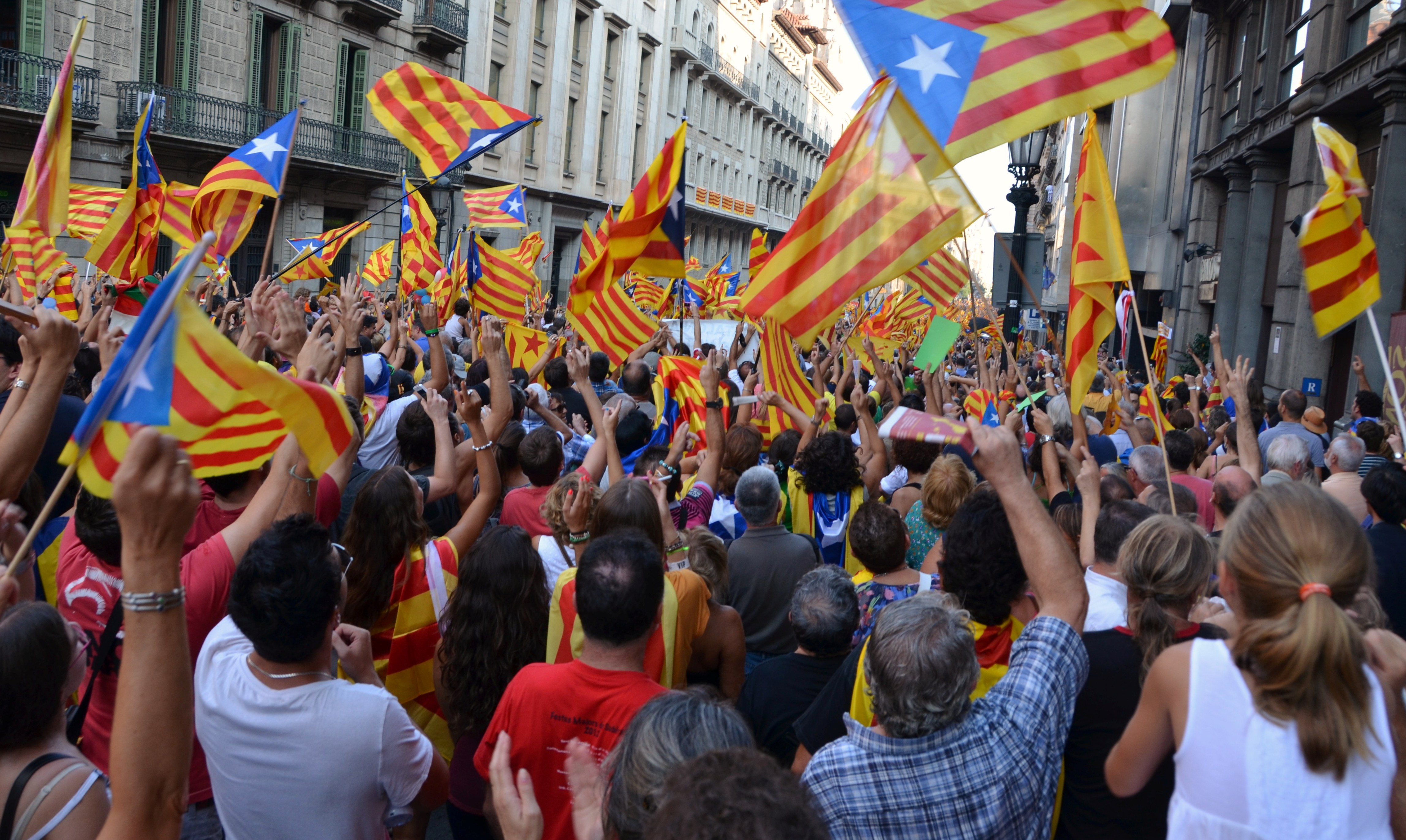
Manifestació «Catalunya, nou estat d'Europa» (2012)
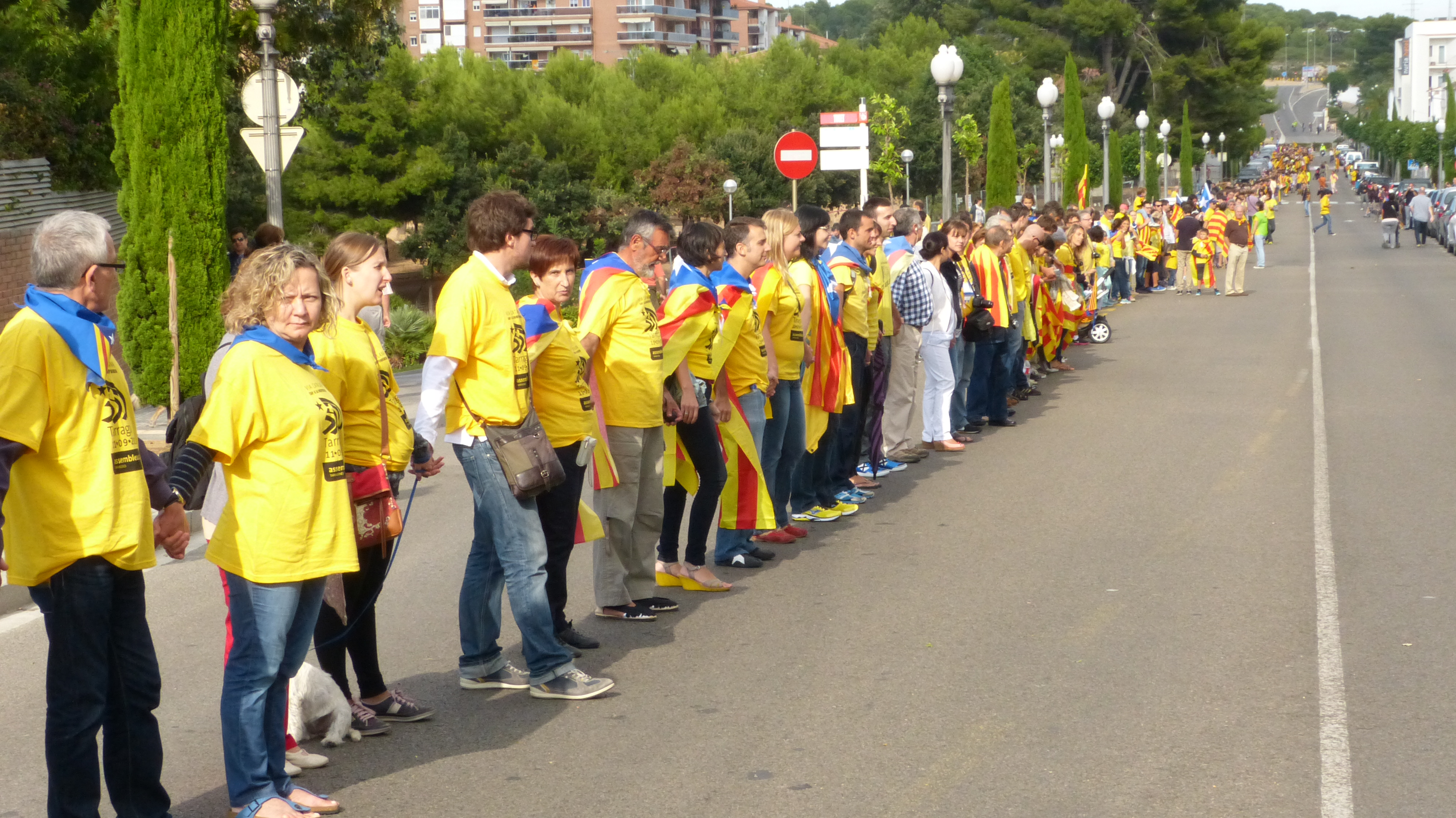
Via Catalana (2013)
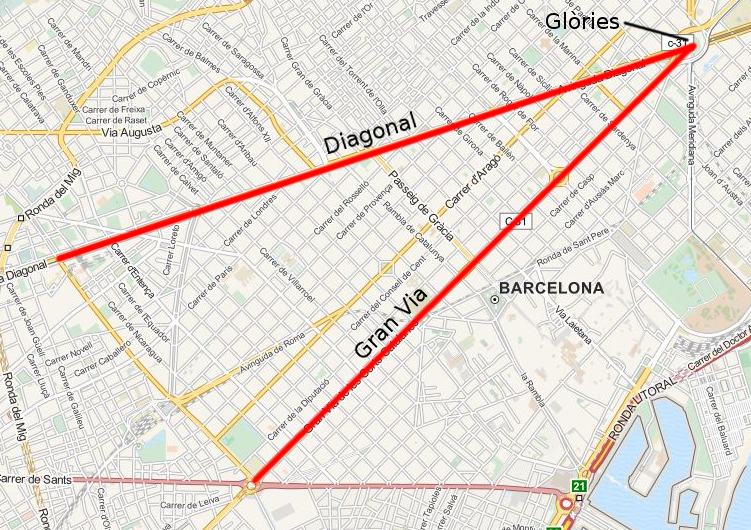
Via Catalana 2014

### Presentació de la proposta del 2015
Durant la primavera del 2015 es va presentar la proposta de concentració del 2015. Es tractava d'omplir l'avinguda de la Meridiana de Barcelona amb el màxim nombre de persones, i portarien un punter que assenyalaria cap al Parlament de Catalunya per a reclamar la independència del país.

### Coincidència amb l'inici de la campanya electoral
El president de la Generalitat de Catalunya, Artur Mas, havia convocat eleccions al Parlament per al 27 de setembre de 2015, fet que va comportar que aquesta manifestació coincidís amb el primer dia de la campanya electoral corresponent. Això havia dut agents contraris al procés independentista català a qüestionar-se la legalitat de fer un acte d'aquestes característiques enmig d'un període electoral.
A data 30 d'agost, la campanya va depassar la barrera de les 250.000 inscripcions, amb més de 1.200 autobusos llogats per a transportar ciutadans d'arreu de Catalunya a Barcelona. Dies abans va ser convocada una vaga de Renfe anunciada per al mateix dia, que finalment va ser desconvocada a última hora del dia 10 de setembre de 2015, arran d'un acord entre els sindicats i l'empresa.

## Desenvolupament de l'acte
Els primers voluntaris van arribar a l'avinguda de la Meridiana a les 8 del matí. L'esdeveniment va tenir lloc sense incidències. Les institucions públiques van xifrar el nombre d'assistents entre 550.000 (Delegació del Govern espanyol a Catalunya) i 1.400.000 (Guàrdia Urbana de Barcelona), mentre que les associacions de la societat civil van xifrar els assistents entre 630.000 (Societat Civil Catalana) i els 2.000.000 (organitzadors: Assemblea Nacional Catalana i Òmnium Cultural). Un estudi posterior realitzat per la Universitat Pompeu Fabra i la Universitat Central de Florida xifrà el nombre d'assistents en 530.000.

### Les xifres
|                           | Xifra               | Referències          |
| ------------------------- | ------------------- | -------------------- |
| Inscrits                  | més de 500.000      | [ 13 ]               |
| Voluntaris                | més de 2.500        | [ 14 ]               |
| Assistents                | 530.000 - 2.000.000 | [ 11 ] [ 12 ] [ 15 ] |
| Autocars                  | 2.500               |                      |
| Trams                     | 135                 | [ 16 ]               |
| Eixos                     | 10                  | [ 16 ]               |
| Samarretes venudes        | més de 220.000      | [ 17 ]               |
| Longitud del recorregut   | 5,2 km              | [ 18 ]               |
| Àrea total del recorregut | 344.000 m²          | [ 11 ]               |
| Colles castelleres        | més de 50           | [ 19 ]               |
| Colles de falconers       | 6                   |                      |

### Mobilitat, accessos i transport

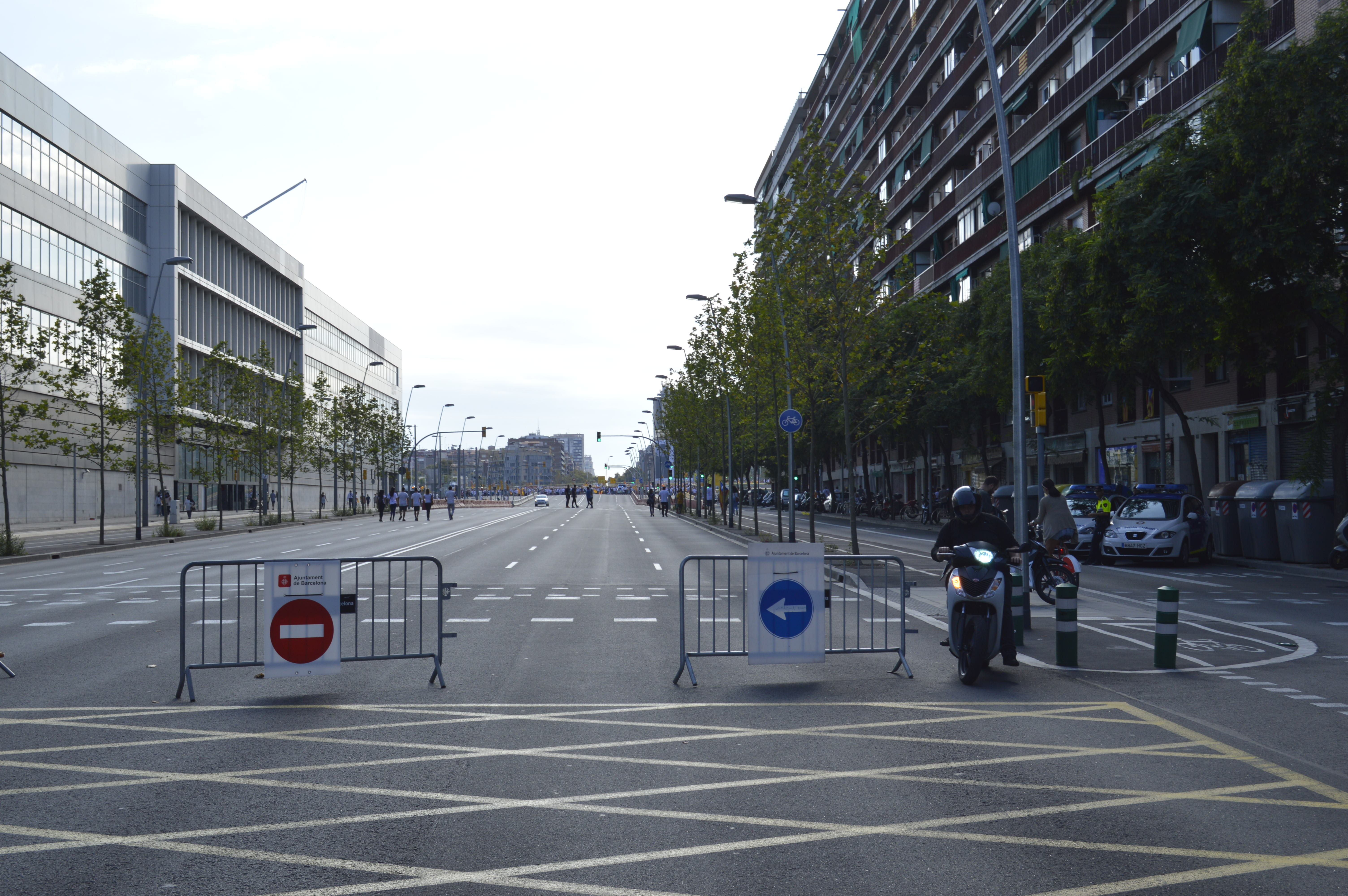
Talls de trànsit a la Gran Via de les Corts Catalanes, una de les zones afectades per la manifestació

A causa de la massiva afluència prevista, es va promoure l'ús del transport públic o en grup per atendre l'acte. A la ciutat van arribar 2.000 autocars privats. Renfe havia convocat una vaga per al mateix dia, i garantia un 33% del servei d'un dia festiu i servei regular de festiu entre les 14 h i les 21 h. A darrera hora, però, la vaga va ser desconvocada, tot i que alguns trens, com els de mitjana distància, es van veure afectats igualment, a causa de la incapacitat de reacció. Pel que fa al metro de Barcelona, l'afluència massiva va provocar petits talls en algunes línies, fet que va comportar que es tanquessin temporalment o es regulessin els accessos a algunes de les estacions de la Línia 1, 2, 3 i 5 del metro de Barcelona.
Els Ferrocarrils Catalans de la Generalitat van duplicar la seva capacitat habitual en les línies Baix Llobregat-Anoia, i el Trambesòs va quedar parcialment fora de servei entre les 15 h i les 20 h. Pel que fa al transport per carretera, els accessos a la zona per la mateixa avinguda de la Meridiana i per altres vies principals es van tallar parcialment a les 12 h i totalment entre les 15 h i les 20 h. L'Ajuntament va habilitar aparcaments en vies àmplies com l'avinguda de la Diagonal o l'avinguda del Paral·lel.

### Trams
El total del recorregut, de 5,2 km de llargada, es va dividir en 135 trams, un per cada escó del Parlament de Catalunya. Aquests trams estaven agrupats en les deu temàtiques que es consideren clau en una futura república catalana. Cada temàtica tenia assignat un color, de forma que la visió aèria de l'avinguda de la Meridiana presentava una imatge polícroma.
| Color       | Tema                  | Trams   | Territoris                                                                        | Imatge |
| ----------- | --------------------- | ------- | --------------------------------------------------------------------------------- | ------ |
| Groc        | Democràcia            | 1-14    | Baix Llobregat, Catalunya Nord, País Valencià i Illes Balears                     |        |
| Blau fosc   | Equilibri territorial | 15-28   | Terres de l'Ebre, Vallès Oriental i Solsonès                                      |        |
| Vermell     | Solidaritat           | 29-41   | Bages, Moianès, Berguedà i Anoia                                                  |        |
| Blau clar   | Món                   | 42-53   | Osona, Ripollès i Maresme                                                         |        |
| Verd festuc | Diversitat            | 54-63   | Maresme i Ponent                                                                  |        |
| Verd fosc   | Sostenibilitat        | 64-77   | Vallès Occidental o Pirineus                                                      |        |
| Lila        | Igualtat              | 78-92   | Baix Penedès, Alt Penedès i Garraf                                                |        |
| Marró       | Justícia social       | 93-103  | Tarragonès, Priorat i l'Alt Camp                                                  |        |
| Morat       | Innovació             | 104-120 | Conca de Barberà, Baix Camp, Pla de l'Estany, Gironès, Baix Empordà i Alt Empordà |        |
| Taronja     | cultura i educació    | 121-135 | Alt Empordà, Garrotxa i Selva                                                     |        |

### Punter
Tothom estava convocat a ser al seu tram assignat a les 16 h. A les 17.14 un punter mogut per una vintena d'esportistes de diverses disciplines va començar a recórrer la Via Lliure en direcció al Parlament de Catalunya. Entre els esportistes hi havia Arcadi Alibés, Xavier Bonastre, Ferran Latorre, Helena Boada, Empar Moliner i Meritxell Calduch, entre d'altres. Va començar a la cantonada amb el carrer Rosselló Pòrcel i va arribar al Parc de la Ciutadella. Al seu pas, els voluntaris i assistents a l'acte van anar aixecant uns punters de colors que representaven els diversos segments d'assistents (innovació, cultura, diversitat...), cadascú amb un color assignat. El punter va avançar a una velocitat aproximada de 10/15 km per hora en una marxa que s'allargaria uns 45 minuts. Al llarg del recorregut més de 60 colles castelleres van anar aixecant diversos pilars. Tot el recorregut va ser retransmès en directe per Youtube.
Voluntaris i preparació

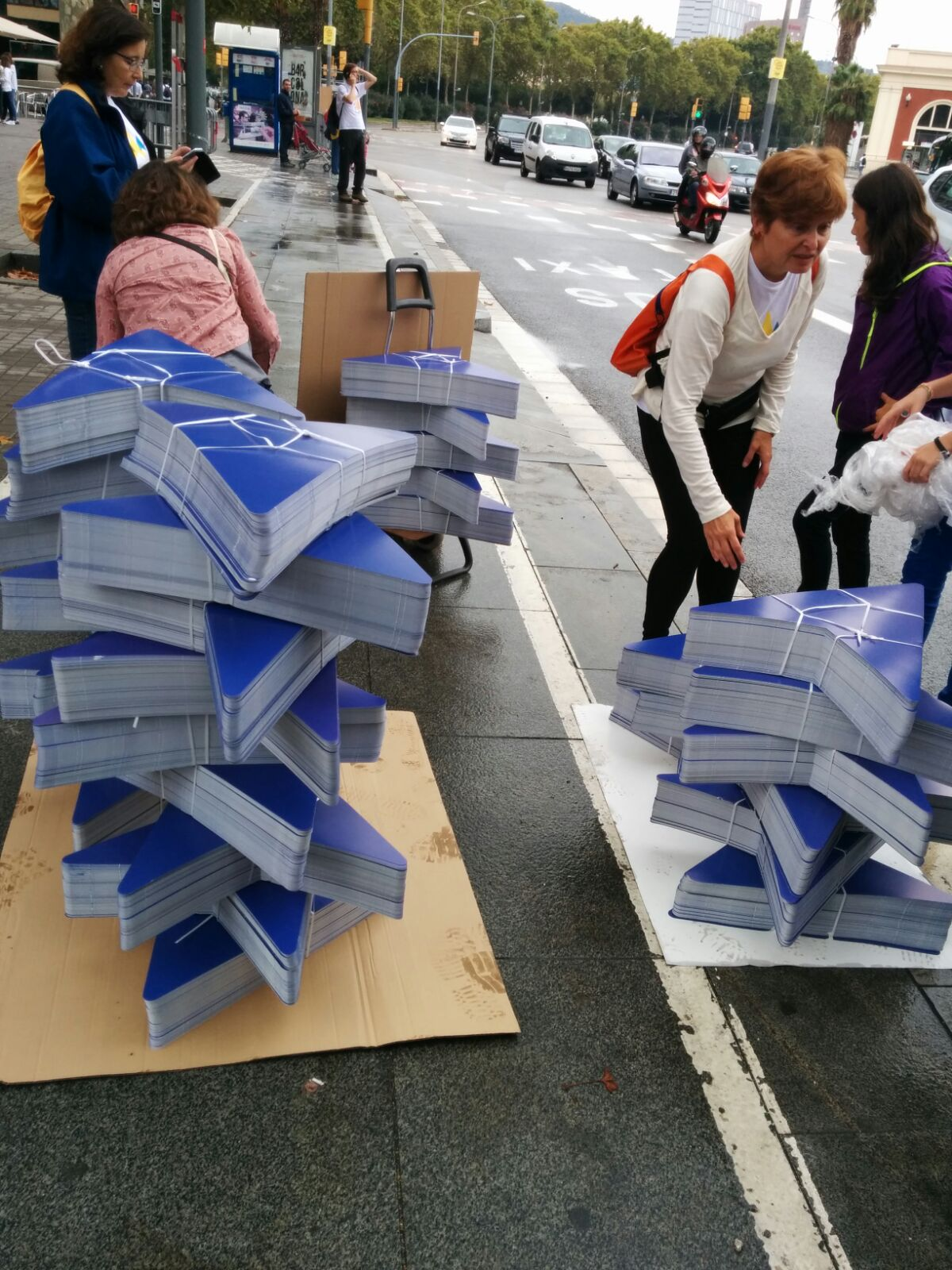
Punters preparats per a ser repartits
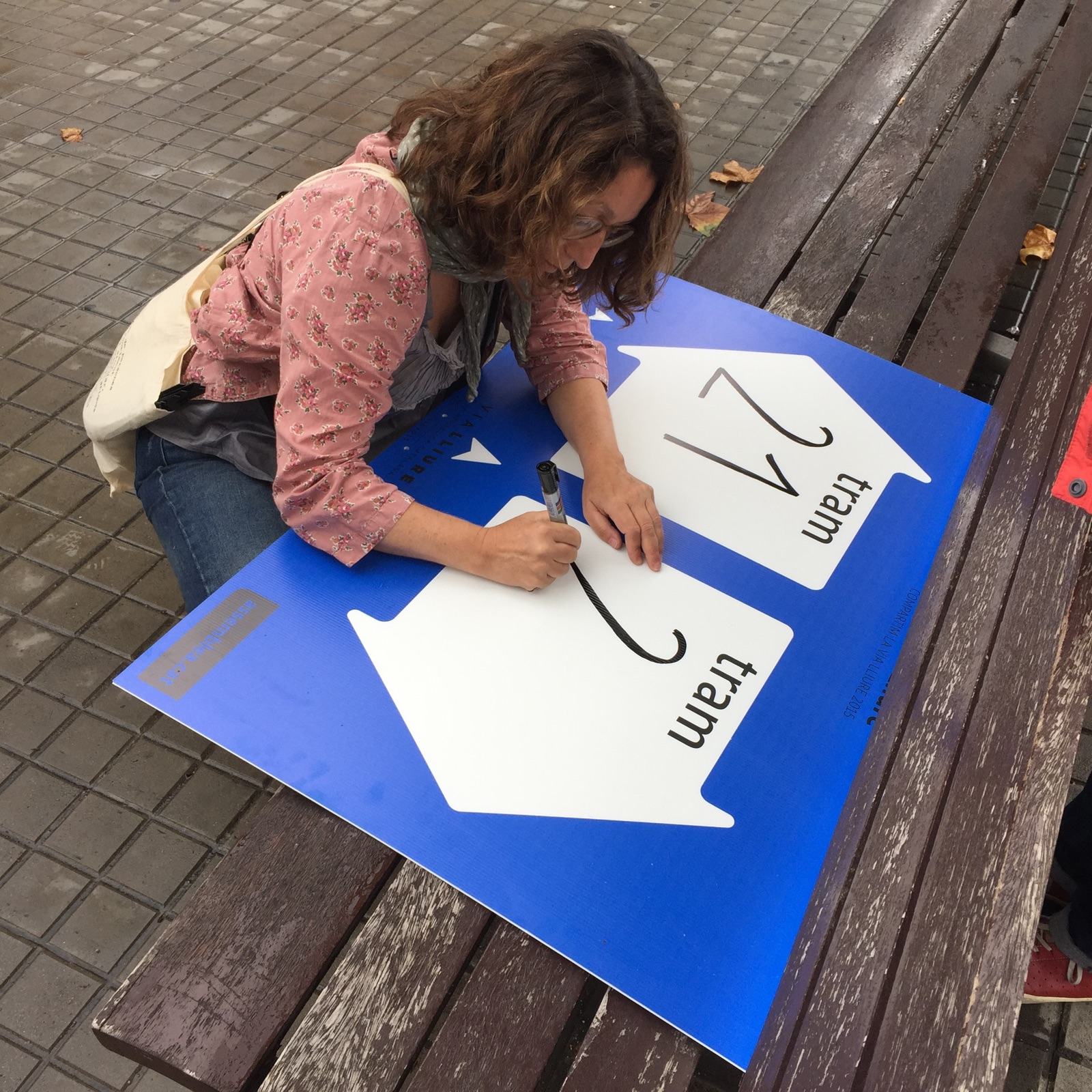
Tasques de preparació dels trams
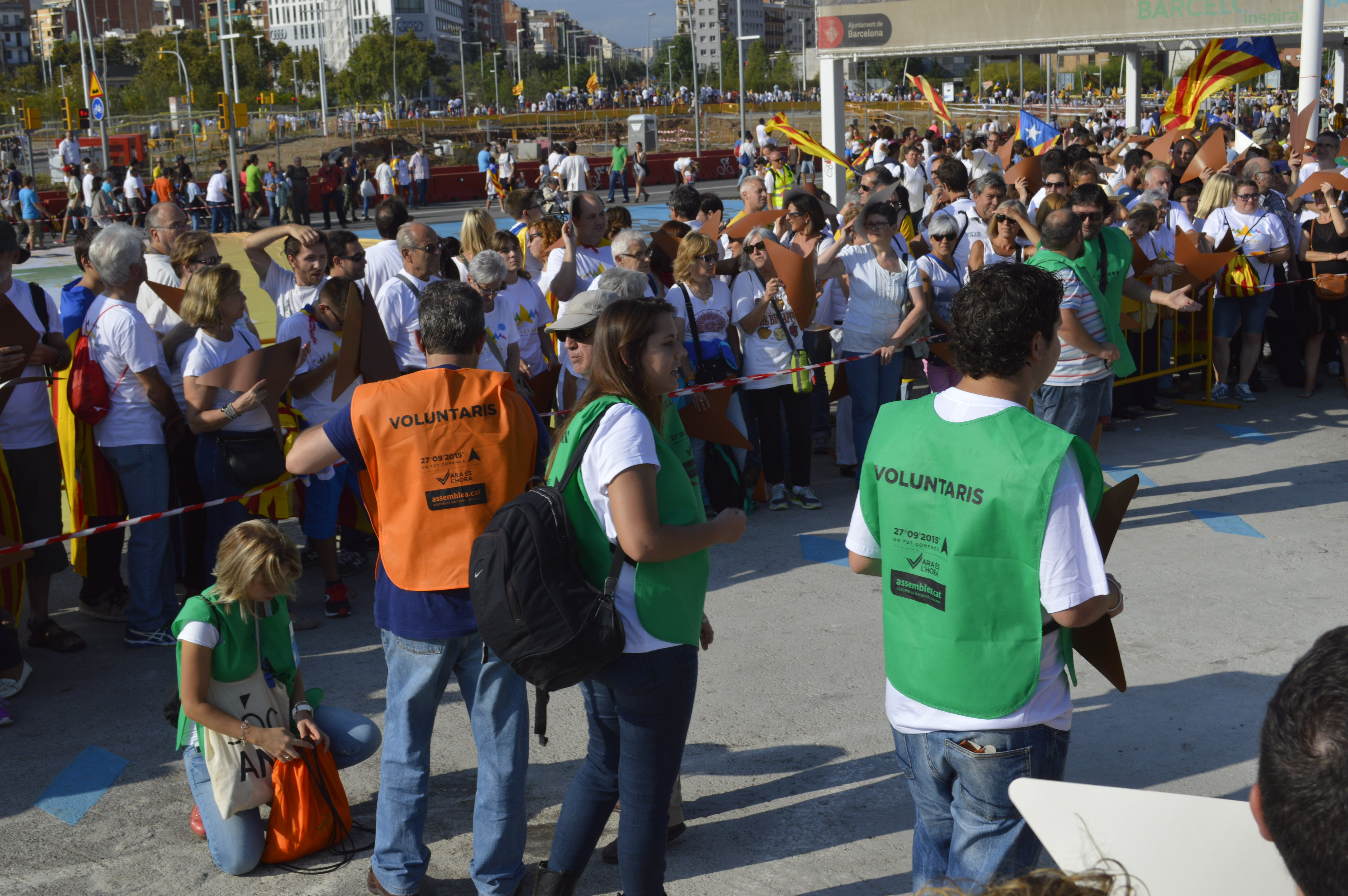
Voluntaris

Acte

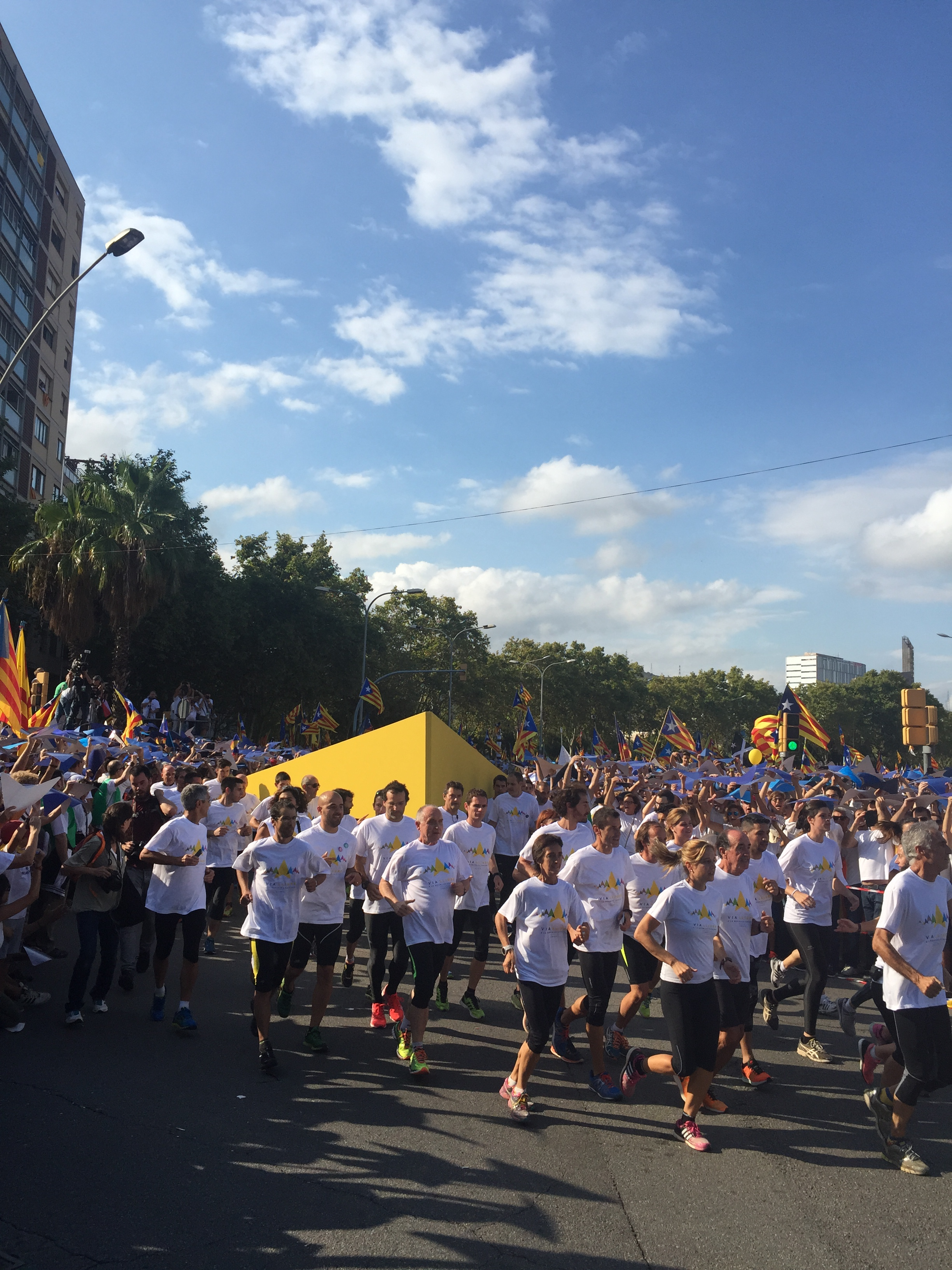
Pas del punter
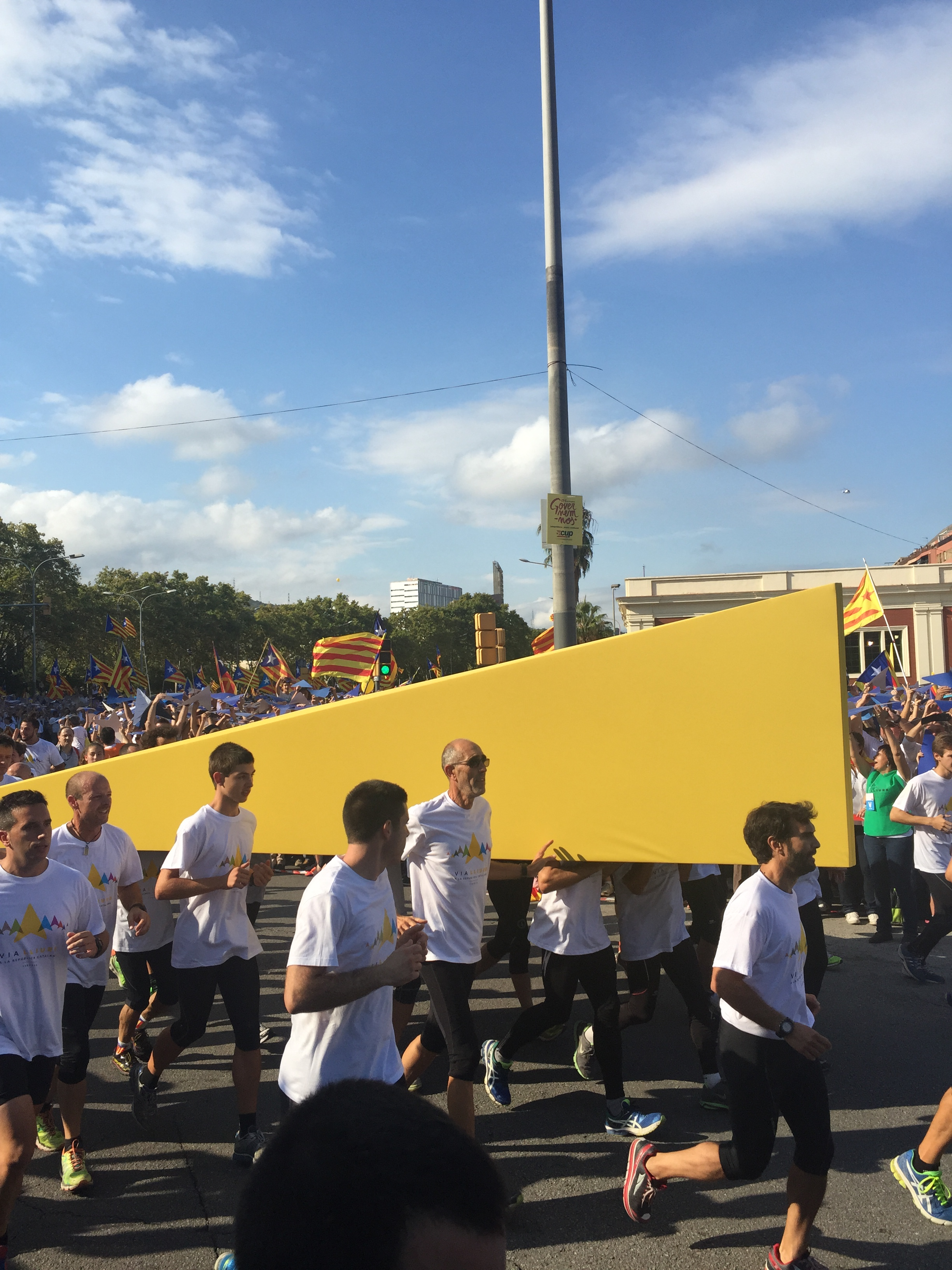
Pas del punter
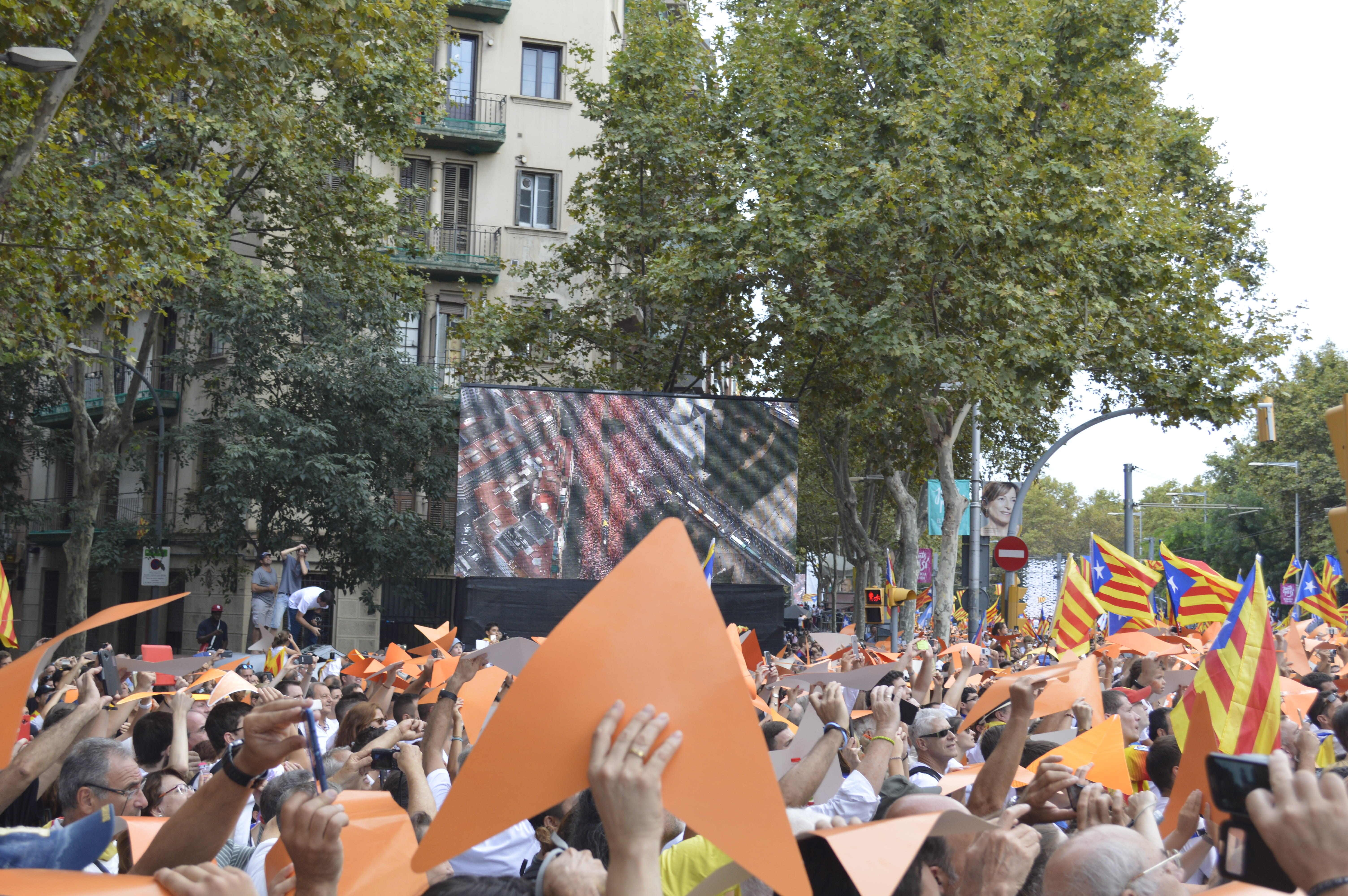
Punters taronges
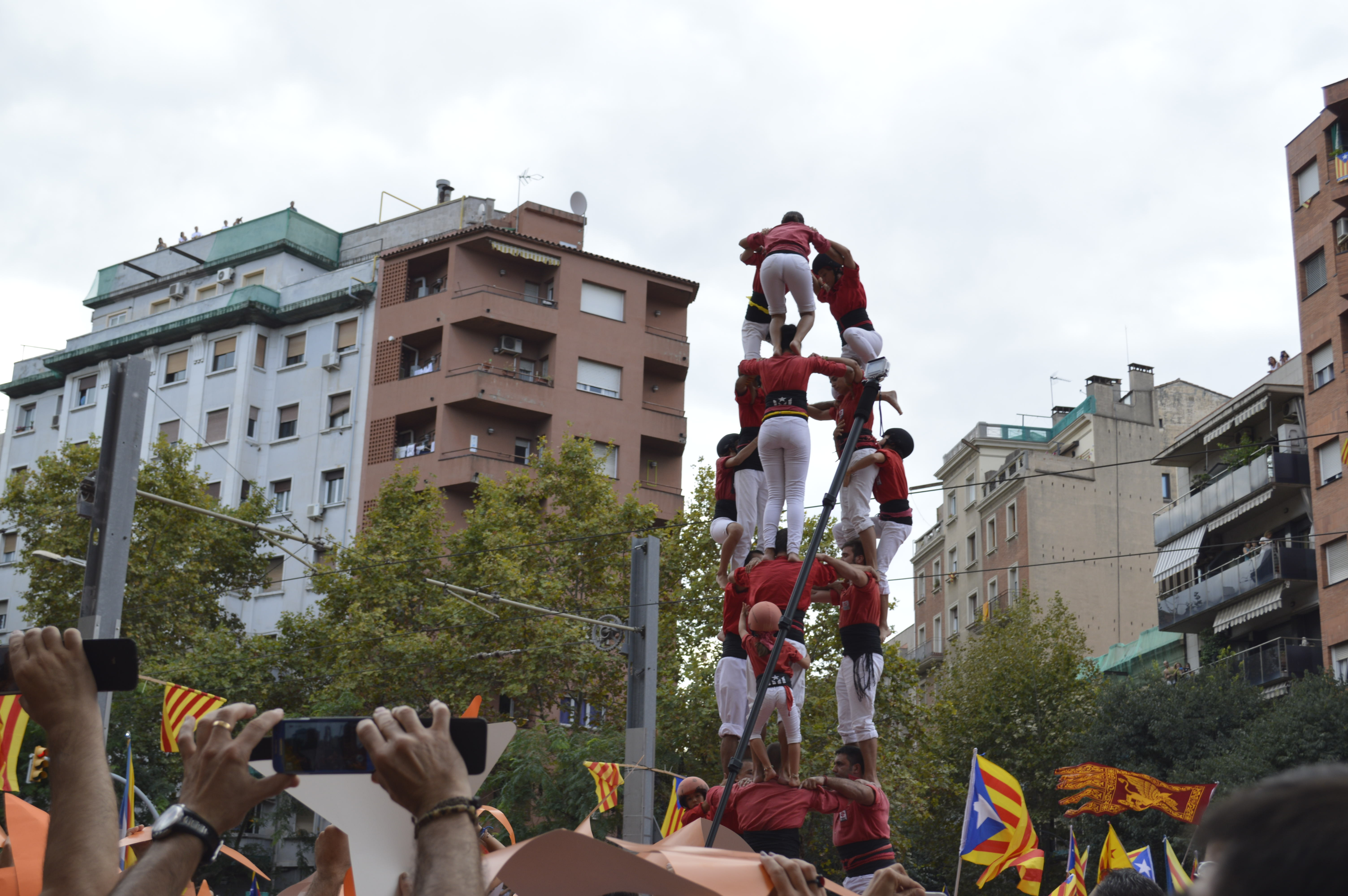
Castells al llarg del recorregut
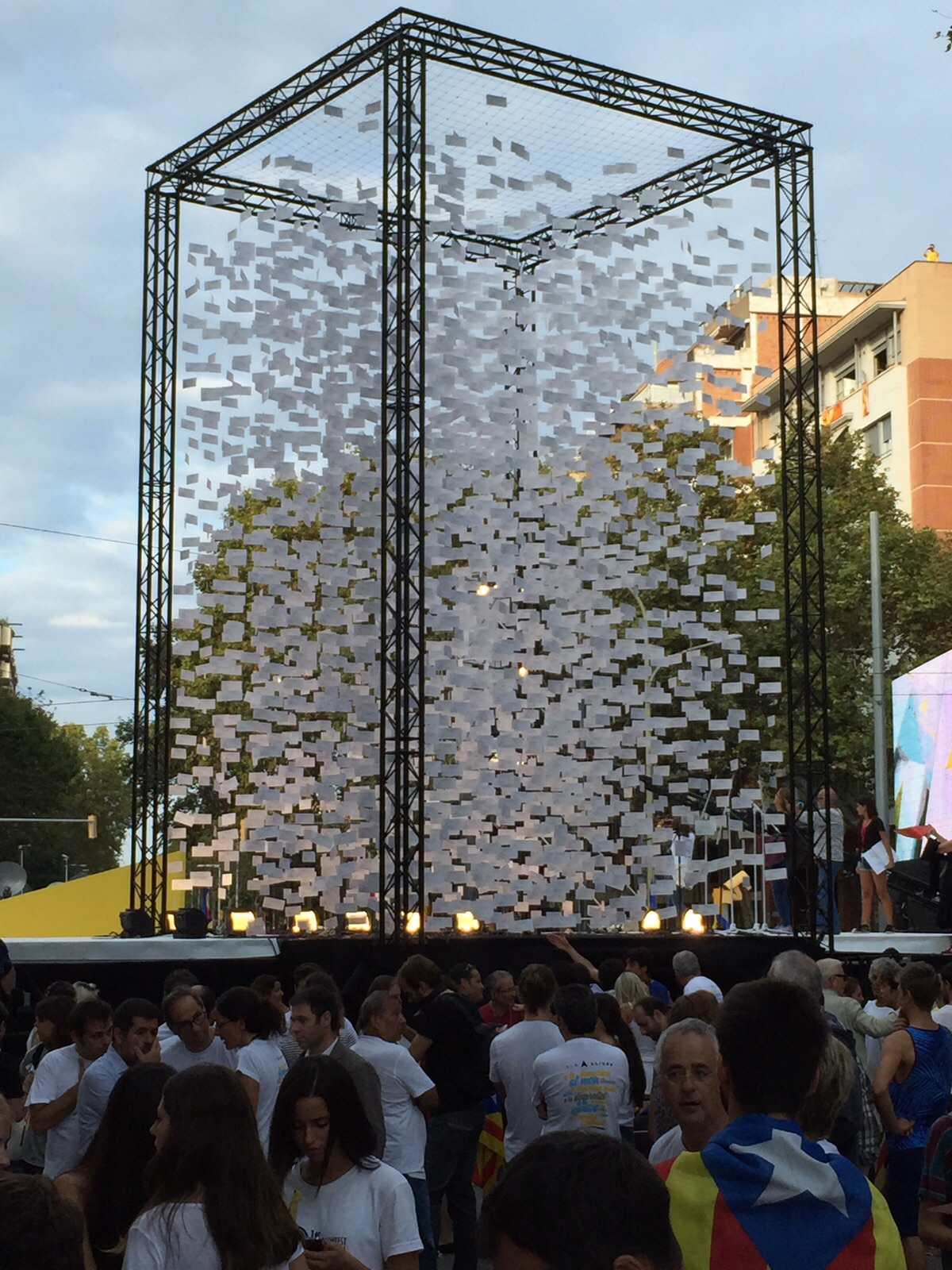
Gran urna simbòlica plena de vots de la consulta del 9N

### Parlaments i actuacions

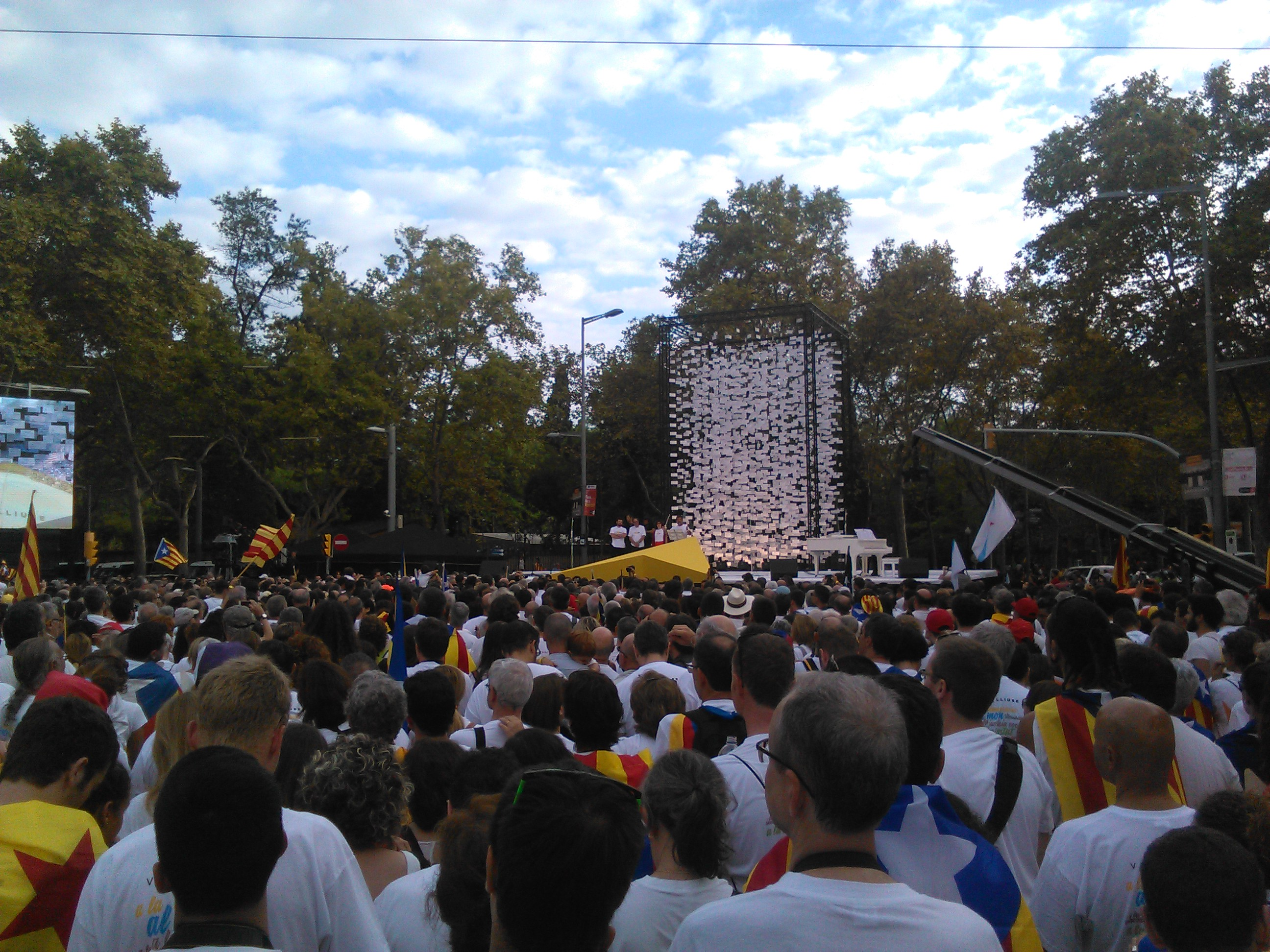
Parlament durant la Via Lliure. A l'escenari, d'esquerra a dreta: Gabriel Rufián, Quim Torra, Liz Castro i Jordi Sànchez.

Aproximadament a les 18 hores el punter va arribar a l'escenari principal on van tenir lloc diversos parlaments, entre els quals van destacar els de Jordi Sànchez, Quim Torra, Gabriel Rufián (en castellà) i Liz Castro (anglès)
L'escenari tenia una estructura que representava una urna simbòlica amb 9.000 butlletes de la consulta del 9 de novembre de 2014.
Pel que fa a les actuacions musicals, el Cor Jove de l'Orfeó Català va interpretar Venim del Nord, venim del sud de Lluís Llach, amb l'Orquestra Terrassa 48, piano d'Albert Guinovart i veus de Gemma Humet i Mercè Martínez. L'acte va ser presentat per Montse Lluçà i va acabar amb la rumba Catalunya té molt poder, de Peret.

### Personalitats
Entre els assistents, diverses personalitats van assistir-hi a títol personal. Entre ells, es pot destacar la presència de Gerard Piqué, Juanjo Puigcorbé, Miquel Calçada, Josep Rull, Ernest Benach, Joan Rigol, Xavier Trias, Montserrat Carulla, Quim Masferrer, Sebastià Alzamora, Dyango, Jaume Asens, Oriol Junqueras, Xavier Sala i Martín, Joan Laporta, Albert Om, Núria Feliu, Josep Maria Bartomeu, Agustí Benedito o Karmele Marchante entre d'altres.

## Cobertura mediàtica

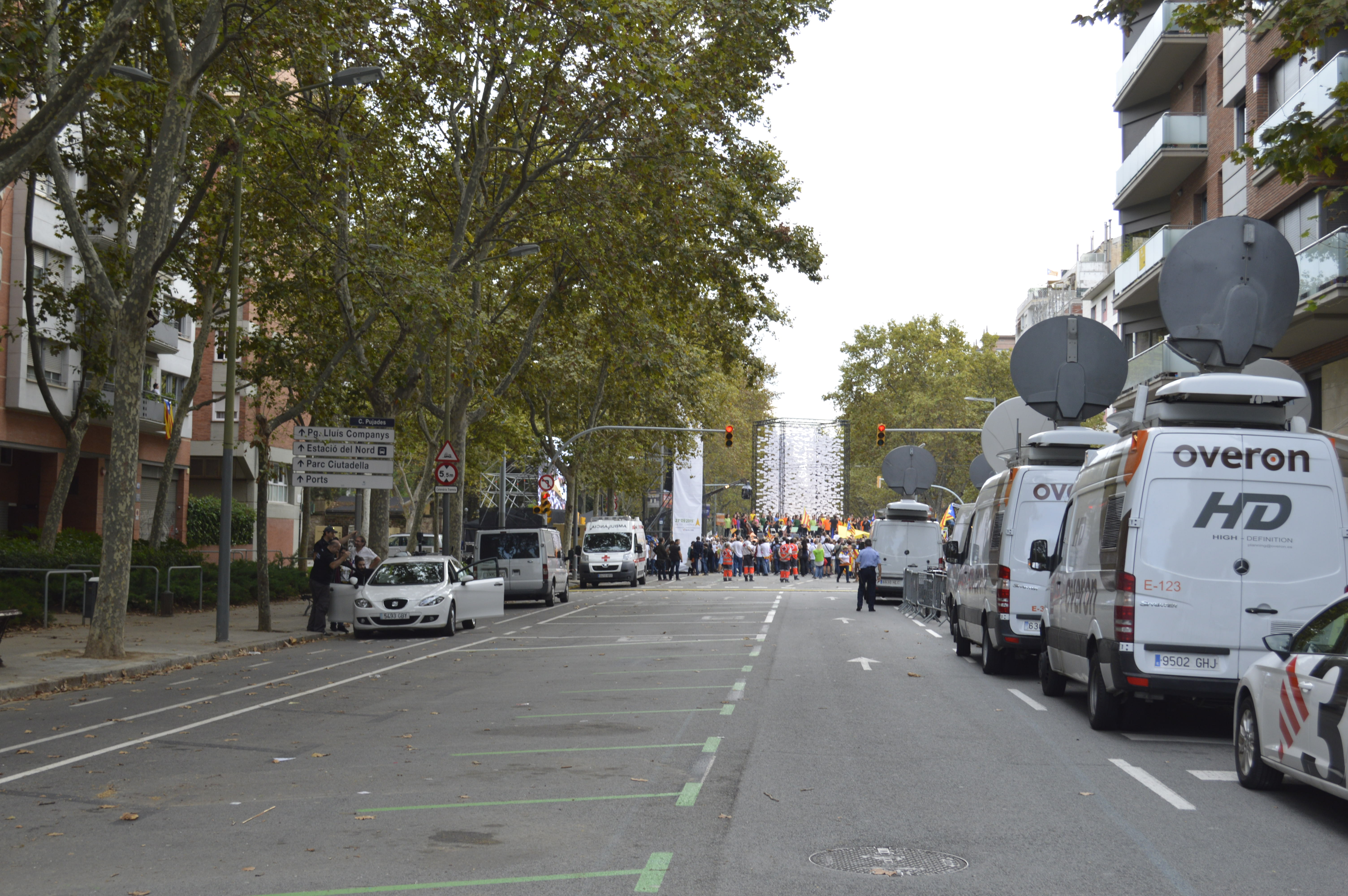
Mitjans de comunicació equipats per emetre en directe

Les cadenes públiques de televisió (TV3 i el canal 3/24) van oferir diversos programes especials in situ, presentats per Ramon Pellicer, Ariadna Oltra. 8tv, al seu torn, va oferir programació especial des de l'estudi, amb connexions en directe i imatges aèries del recorregut. Pel que fa a la ràdio, les dues cadenes majoritàries (Catalunya Ràdio i RAC1) van oferir programació especial, presentada per Mònica Terribas, Jordi Basté i Toni Clapés, respectivament.

### Acusació d'ús partidista dels mitjans públics
La Junta Electoral central va considerar que la retransmissió de l'acte als mitjans públics era un greuge comparatiu per la resta de partits no independentistes i va obligar a TV3 a compensar-los amb una programació "No-sobiranista" el diumenge 13 de setembre, proposta que els partits no van acceptar. Per això el dijous 18 de setembre la Junta Electoral Central va enviar una notificació a la CCMA exigint compensar els partits polítics que no van donar suport a la manifestació de la Diada, mitjançant la retransmissió d'actes de campanya de cadascuna d'aquestes candidatures. A més, es va rebre una nova notificació per part de la Junta Electoral Provincial de Barcelona on s'obligava a la CCMA a fer la retransmissió dels actes concrets que demanessin aquests mateixos partits per a diumenge, 20 de setembre.

### Repercussió internacional
A nivell internacional, l'acte va despertar l'atenció de mitjans de comunicació d'arreu del món. Diverses cadenes de 24 hores van emetre en directe les primeres vistes aèries disponibles de la manifestació. D'altres mitjans generalistes com la cadena pública francesa o la britànica BBC van enviar un corresponsal i van anar connectant al llarg de tota la tarda. L'agència Euronews va contextualitzar l'acte amb relació a les eleccions del 27 de setembre, comentant també les darreres enquestes publicades dies abans pel Centre d'Investigacions Sociològiques. Diaris d'arreu d'Europa es van fer ressò en les seves versions digitals ja la mateixa tarda de l'11 de setembre, entre els quals es van trobar The Guardian, Le Monde, Le Figaro o el Wall Street Journal. D'altres mitjans van prendre posicionaments més detallats, com el The Telegraph, que va argumentar que Catalunya era el darrer nou maldecap per a la Unió Europea. D'altres ho van comparar amb el referèndum escocès del 2014.

## Repercussions polítiques

### A Catalunya
El president de la Generalitat, Artur Mas, va comparèixer davant dels mitjans el mateix dia a les 8 del vespre. Acabava de rebre els organitzadors de la Via Lliure, els presidents d'Òmnium i de l'ANC, al Palau de la Generalitat. Va argumentar no haver anat a la manifestació per poder preservar el seu paper institucional com a president de tots els catalans. En la seva declaració, Mas va parlar de tres conceptes: orgull, confiança i il·lusió, felicitant als catalans «per la capacitat de mobilització, per la demostració d'un poble en marxa, d'un país que es mou, on molta gent té la il·lusió de construir una cosa nova» va dir, tot agraint el bon clima de l'acte i recordant la importància de les properes eleccions i demanant al govern espanyol que «Deixeu aquesta miopia, deixeu aquest orgull imperial, deixeu d'amenaçar amb les lleis com si fóssim gairebé delinqüents». Tot seguit va concloure dient «Posin les lleis al servei del diàleg, posin les lleis al servei de la democràcia».

### A la resta de l'Estat Espanyol
El mateix 11 de setembre va tenir lloc una petita concentració de grupúscles d'extrema dreta davant de la representació de la Generalitat de Catalunya a Madrid, el Centre Cultural Blanquerna.
A data 12 de setembre el govern espanyol encara no havia fet cap resposta institucional, tret d'una piulada feta des del compte personal de la vicepresidenta del govern espanyol, Soraya Sáenz de Santamaría, on recordava que la democràcia no era tot, sinó que també calia respectar les sentències dels tribunals. També el dia 12, la presidenta de la Comunitat de Madrid, Cristina Cifuentes (PP) titllà l'acte d'«espectacle vergonyós», i va anomenar al Govern català «corrupte, incompetent i sectari». També va dir del Govern català que «governa només per a uns pocs, per a una minoria del poble català, no per a la majoria silenciosa, a la qual en moltes ocasions atemoreixen».